# Becky Falls
Becky Falls är ett vattenfall i Storbritannien.   Det ligger i grevskapet Devon och riksdelen England, i den södra delen av landet, 270 km väster om huvudstaden London. Becky Falls ligger 241 meter över havet.
Terrängen runt Becky Falls är lite kuperad, och sluttar österut. Runt Becky Falls är det ganska tätbefolkat, med 185 invånare per kvadratkilometer. Närmaste större samhälle är Newton Abbot, 13,3 km sydost om Becky Falls. Trakten runt Becky Falls består i huvudsak av gräsmarker.